# Escuelas Públicas del Condado Wake

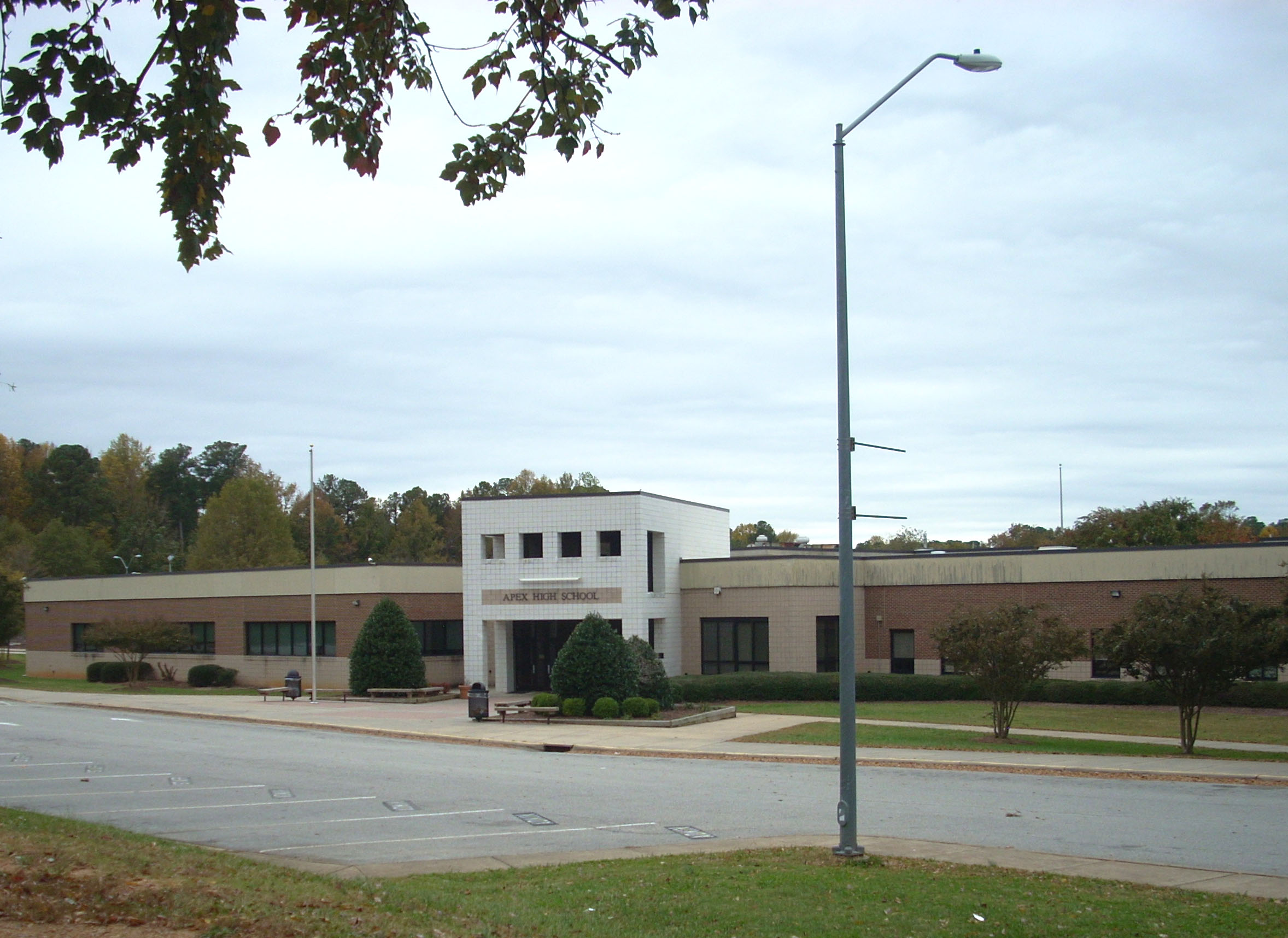
Apex High School

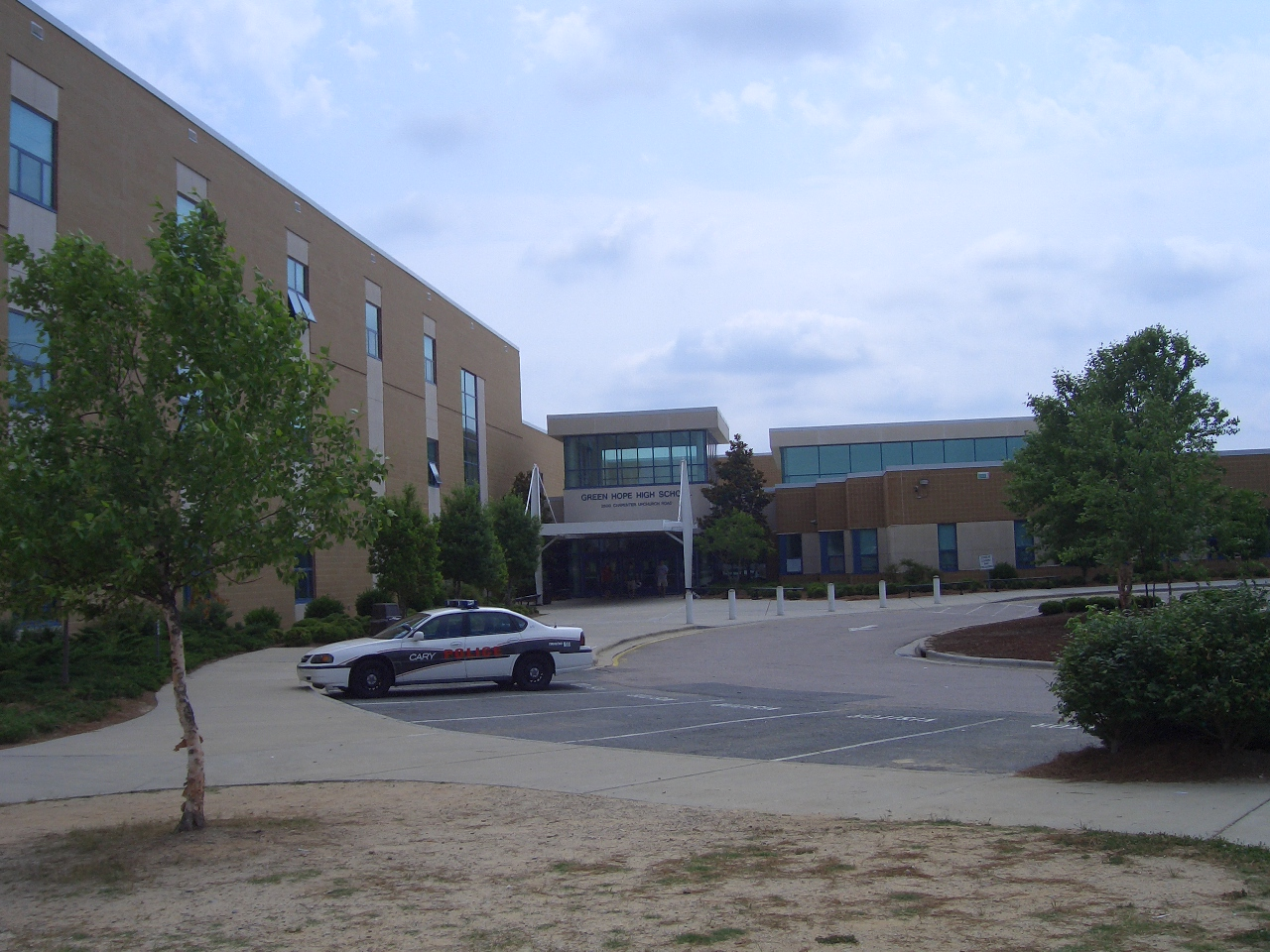
Green Hope High School

Las Escuelas Públicas del Condado Wake (Wake County Public School System, WCPSS) es un distrito escolar del Condado de Wake, Carolina del Norte. Tiene su sede en Cary. Sirve a Cary, Raleigh, y otros localidades en el condado.
A partir del año escolar 2016-2017, tenía 159.549 estudiantes. Gestiona 177 escuelas, incluyendo 110 escuelas primarias, 34 escuelas secundarias (middle schools), 26 escuelas preparatorias (high schools), cuatro escuelas alternativas, y tres academias de los grados K-8 y 6-12.